# 索溪峪土家族乡
索溪峪土家族乡，是原中华人民共和国湖南省张家界市武陵源区下辖的一个乡镇级行政单位。2015年索溪峪土家族乡与天子山镇并入军地坪街道。

## 行政区划
原索溪峪土家族乡下辖以下地区：
迎宾路社区、喻家咀社区、文凤路社区、黄龙路社区、白虎堂社区、金杜村、铁厂村、文庄村、双星村、双峰村和田富村。